# Arena Football League 1992
Die Arena-Football-League-Saison 1992 war die sechste Saison der Arena Football League (AFL). Ligameister wurden zum vierten Mal die Detroit Drive, die die Orlando Predators im ArenaBowl VI bezwangen.

## Teilnehmende Mannschaften
| Anzahl Mannschaften | 12 |
| ------------------- | --- |
| Neu in der Liga     | Charlotte Rage, Cincinnati Rockers, Cleveland Thunderbolts, Sacramento Attack, Arizona Rattlers, San Antonio Force |
| Ausgeschieden       | Denver Dynamite, Columbus Thunderbolts                                                                             |

## Regular Season
| Southern Division        |   |    |   |      |     |     |
| xy-Orlando Predators     | 9 | 1  | 0 | .900 | 484 | 281 |
| x-Tampa Bay Storm        | 9 | 1  | 0 | .900 | 472 | 354 |
| Charlotte Rage           | 3 | 7  | 0 | .300 | 357 | 320 |
| New Orleans Night        | 0 | 10 | 0 | .000 | 258 | 491 |
| Northern Division        |   |    |   |      |     |     |
| xy-Detroit Drive         | 8 | 2  | 0 | .800 | 497 | 314 |
| x-Cincinnati Rockers     | 7 | 3  | 0 | .700 | 451 | 350 |
| x-Albany Firebirds       | 5 | 5  | 0 | .500 | 422 | 416 |
| x-Cleveland Thunderbolts | 4 | 6  | 0 | .400 | 311 | 362 |
| Western Division         |   |    |   |      |     |     |
| xy-Dallas Texans         | 5 | 5  | 0 | .500 | 354 | 388 |
| x-Sacramento Attack      | 4 | 6  | 0 | .400 | 354 | 395 |
| Arizona Rattlers         | 4 | 6  | 0 | .400 | 324 | 420 |
| San Antonio Force        | 2 | 8  | 0 | .200 | 268 | 461 |

Legende:
| Siege              | Niederlagen           | Unentschieden      | SQ gewonnene Spiele (relativ) |
| P+ gemachte Punkte | P- gegnerische Punkte | x = Division Titel | y = Playoffs erreicht         |

## Playoffs
| Viertelfinale | Viertelfinale | Viertelfinale |    |           | Halbfinale | Halbfinale | Halbfinale |  |  | ArenaBowl VI | ArenaBowl VI | ArenaBowl VI |
|               |               |               |    |           |            |            |            |  |  |              |              |              |
| 1             | Orlando       | 50            |    |           |            |            |            |  |  |              |              |              |
| 8             | Cleveland     | 12            |    |           |            |            |            |  |  |              |              |              |
| 8             | Cleveland     | 12            | 1  | Orlando   | 24         |            |            |  |  |              |              |              |
|               |               |               | 1  | Orlando   | 24         |            |            |  |  |              |              |              |
|               | 4             | Tampa Bay     | 21 |           |            |            |            |  |  |              |              |              |
| 4             | 4             | Tampa Bay     | 21 | Tampa Bay | 41         |            |            |  |  |              |              |              |
| 4             |               |               |    | Tampa Bay | 41         |            |            |  |  |              |              |              |
| 5             | Cincinnati    | 36            |    |           |            |            |            |  |  |              |              |              |
| 5             | Cincinnati    | 36            | 1  | Orlando   | 38         |            |            |  |  |              |              |              |
|               |               |               |    | Orlando   | 38         |            |            |  |  |              |              |              |
|               | 2             | Detroit       | 56 |           |            |            |            |  |  |              |              |              |
| 2             | 2             | Detroit       | 56 | Detroit   | 48         |            |            |  |  |              |              |              |
| 2             |               |               |    | Detroit   | 48         |            |            |  |  |              |              |              |
| 7             | Sacramento    | 23            |    |           |            |            |            |  |  |              |              |              |
| 7             | Sacramento    | 23            | 2  | Detroit   | 57         |            |            |  |  |              |              |              |
|               |               |               | 2  | Detroit   | 57         |            |            |  |  |              |              |              |
|               | 3             | Dallas        | 14 |           |            |            |            |  |  |              |              |              |
| 6             | 3             | Dallas        | 14 | Albany    | 45         |            |            |  |  |              |              |              |
| 6             |               |               |    | Albany    | 45         |            |            |  |  |              |              |              |
| 3             | Dallas        | 48            |    |           |            |            |            |  |  |              |              |              |

### ArenaBowl VI
Der ArenaBowl VI wurde am 2. August 1992 in der Amway Arena in Orlando, Florida, ausgetragen. Das Spiel verfolgten 13.680 Zuschauer.
ArenaBowl MVP wurde George LaFrance (Detroit Drive).
| ArenaBowl VI | ArenaBowl VI      | ArenaBowl VI |
| ------------ | ----------------- | ------------ |
| 1            | Orlando Predators | 38           |
| 2            | Detroit Drive     | 56           |

## Regular Season Awards

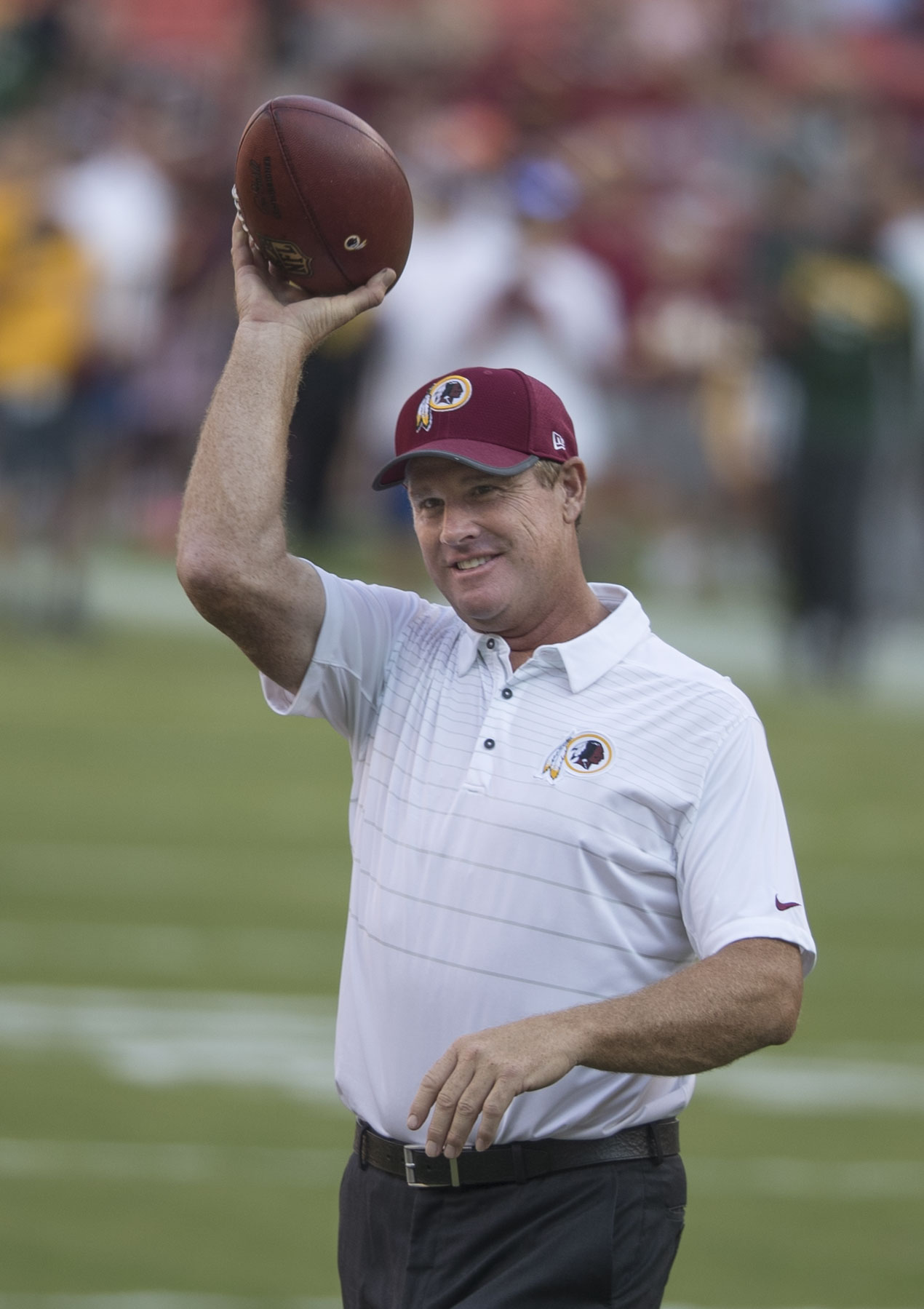
Jay Gruden, derzeitiger Head Coach der Washington Redskins, gewann mit den Tampa Bay Storm viermal den ArenaBowl als Starting-Quarterback.

| Award                | Gewinner     | Position                     | Team              |
| -------------------- | ------------ | ---------------------------- | ----------------- |
| Most Valuable Player | Jay Gruden   | Quarterback                  | Tampa Bay Storm   |
| Ironman of the Year  | Barry Wagner | Wide Receiver/Defensive Back | Orlando Predators |
| Coach of the Year    | Perry Moss   | Head Coach                   | Orlando Predators |

## Zuschauertabelle
| Team                   | Zuschauerschnitt |
| ---------------------- | ---------------- |
| Albany Firebirds       | 12.581           |
| Arizona Rattlers       | 15.505           |
| Charlotte Rage         | 13.248           |
| Cincinnati Rockers     | 13.682           |
| Cleveland Thunderbolts | 10.104           |
| Dallas Texans          | 6.271            |
| Detroit Drive          | 14.686           |
| New Orleans Night      | 9.479            |
| Orlando Predators      | 12.197           |
| Sacramento Attack      | 7.352            |
| San Antonio Force      | 12.015           |
| Tampa Bay Storm        | 20.092           |
| Ligadurchschnitt       | 12.268           |